# Symantec
Symantec este o companie producătoare de software, în special soluții de securitate, cum ar fi antiviruși informatici. Compania a fost înființată în anul 1982.
Cu sediul în Cupertino, California, Symantec operează în peste 40 de țări și are peste 50 de milioane de clienți.
În octombrie 2008, Symantec a cumpărat firma specializată pe produse de securitate online MessageLabs pentru 695 milioane de dolari.
În România, Symantec avea o cotă de piață pe segmentul software antivirus de circa 30%, în anul 2008.
Principalul concurent este BitDefender, care avea o cotă de piață de 40%.
Număr de angajați în 2009: 17.500

## Istoric
Symantec a fost fondată în 1982 de Dr. Gary Hendrix, un expert în procesarea limbajului natural și a inteligenței artificiale. El a adus împreună un grup de cercetători de la Universitatea Stanford, în domeniul prelucrării limbajului natural pentru a forma compania, care a avut  idei diferite pentru software inovator, inclusiv un program de baze de date.În momentul în care acordarea a fugit afară, Hendrix a obținut finanțare de la firmele cu capital de risc care au fost interesați să investească în domeniul inteligenței artificiale, chiar dacă societatea în 1983 era încă departe de crearea unui produs.

## Achiziții
O parte din achizițiile corporației Symantec sunt:
- Peter Norton Computing (data achiziției: 4 septembrie 1990)
- Quarterdeck (data achiziției: 30 martie 1999)
- Sygate Technologies (data achiziției: 07 octombrie 2005)
- Altiris (data achiziției: 06 aprilie 2007)
- PC Tools (data achiziției: 06 octombrie 2008)
- MessageLabs (data achiziției: 14 noiembrie 2008)
- VeriSign (data achiziției: 19 mai 2010)

## Produse Norton
Din 2009 suita Norton include: Norton 360 , Norton AntiVirus (pentru Windows și Mac), Norton Internet Security (pentru Windows și Mac), Norton SystemWorks (în care este inclus Norton Utilities ), Norton Save & Restore, Norton Ghost ,Norton pcAnywhere, Norton Smartphone Security, Norton Partition Magic,Norton Online Backup  și Norton OnlineFamily.

## Vezi și
- Listă de companii dezvoltatoare de produse software antivirus comerciale